# Septoria ebuli
Septoria ebuli är en svampart som beskrevs av Roberge ex Desm. 1850. Septoria ebuli ingår i släktet Septoria och familjen Mycosphaerellaceae.   Inga underarter finns listade i Catalogue of Life.